# Brunnäbbad skärnäbb
Brunnäbbad skärnäbb (Campylorhamphus pusillus) är en fågel i familjen ugnfåglar inom ordningen tättingar.

## Utbredning och systematik
Brunnäbbad skärnäbb delas in i fem underarter med följande utbredning:
- Campylorhamphus pusillus borealis – Costa Rica och västra Panama (västra Chiriquí och Bocas del Toro)
- C. p. olivaceus – centrala och östra Panama (Veraguas till östra Darién)
- C. p. tachirensis – Anderna i nordöstligaste Colombia och nordvästra Venezuela (Zulia, Táchira)
- C. p. pusillus – norra och centrala Anderna i Colombia till västra Ecuador och norra Peru
- C. p. guapiensis – kustlåglandet i sydvästra Colombia (Cauca)

## Status
Arten har ett stort utbredningsområde och beståndet anses vara stabilt. Internationella naturvårdsunionen IUCN listar den därför som livskraftig (LC).